# Leucosigma reletiva
Leucosigma reletiva är en fjärilsart som beskrevs av Dyar 1914. Leucosigma reletiva ingår i släktet Leucosigma och familjen nattflyn. Inga underarter finns listade i Catalogue of Life.